# Peter Lipman-Wulf
Peter Lipman-Wulf (geboren als Peter Lipmann-Wulf am 27. April 1905 in Berlin; gestorben 26. September 1993 in Hamburg) war ein deutschamerikanischer Bildhauer und Grafiker.

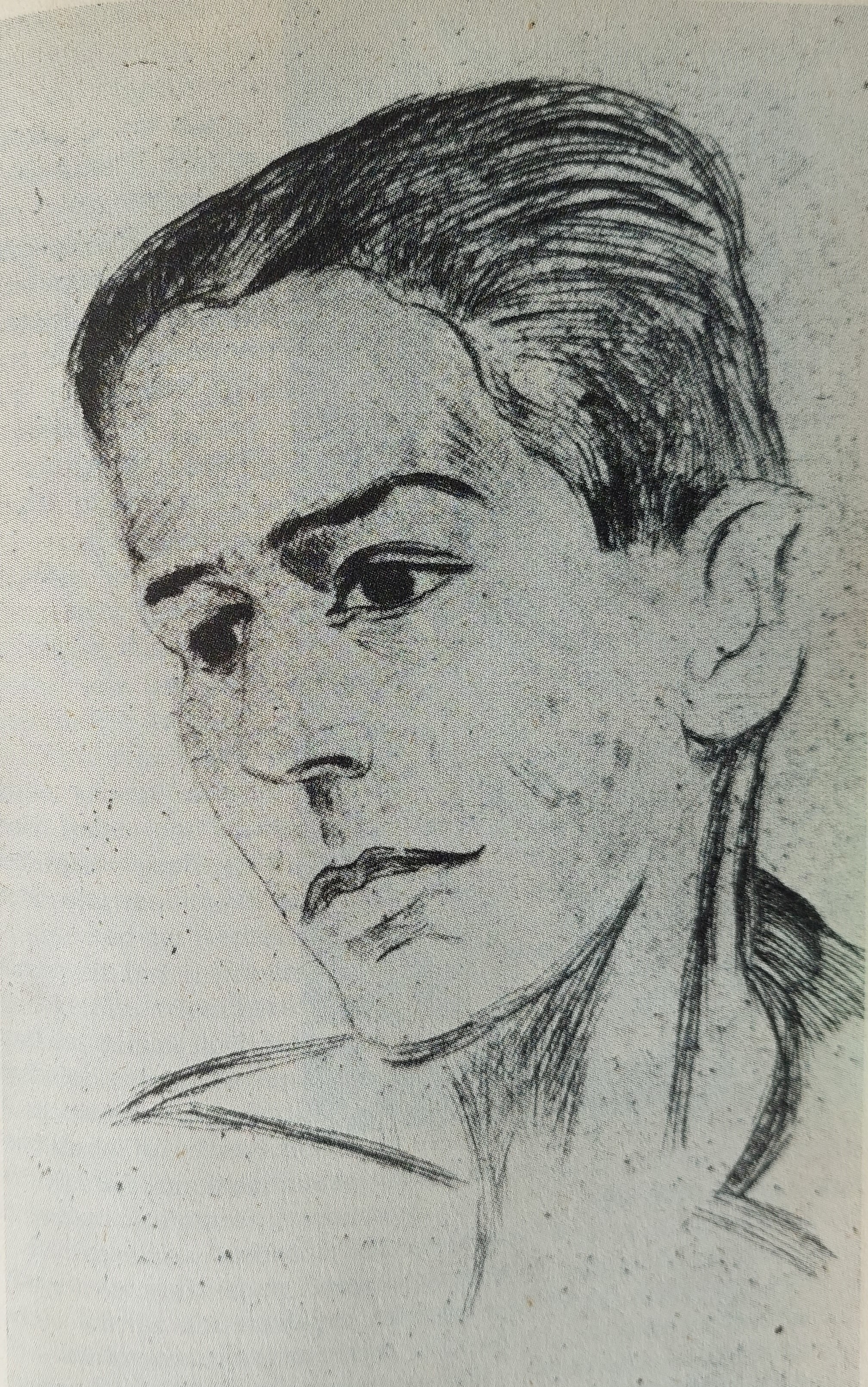
Lucie Lipmann-Wulf: Peter (1921)

## Leben
Peter Lipmann-Wulf war ein Sohn des Rechtsanwalts Fritz Lipmann-Wulf (1872–1941) und der Bildhauerin Lucie Sinzheimer (1879–1941), die Familie verhielt sich assimiliert, was die deutschen Antisemiten aber ignorierten. Die Eltern versuchten erst spät aus dem nationalsozialistischen Deutschland zu emigrieren und begingen, als ihnen die Deportation in ein Vernichtungslager drohte, Suizid.
Lipmann-Wulf besuchte das Werner-Siemens-Realgymnasium und wechselte wegen Disziplinschwierigkeiten in der Obertertia an die Odenwaldschule. Er begann mit fünfzehn eine Lehre als Holzschnitzer in Oberammergau, die ihm wenig brachte. In Bayern wurde er mit dem zunehmenden Antisemitismus in der Provinz und in der Großstadt München konfrontiert und entwickelte Phobien, die seine Arbeitsfähigkeit lange Zeit beeinträchtigten. 1922 zurück in Berlin studierte er Bildhauerei an der Berliner Kunstgewerbeschule bei Ludwig Gies, Otto Hitzberger und Fritz Diederich, als dessen Nachfolger er vorgesehen war.
Zwischen 1928 und 1932 schuf er zwei öffentliche Brunnenanlagen aus Marmor in Berlin, erhielt 1928 einen Großen Preußischen Staatspreis der Preußischen Akademie der Künste und hatte ab 1931 einen Lehrauftrag an der Preußischen Akademie der Künste. Mit der Machtübergabe an die Nationalsozialisten 1933 wurden ihm aus rassistischen Gründen der Lehrauftrag und die noch ausstehenden öffentlichen Aufträge für Plastiken entzogen.
Lipmann-Wulf und seine erste Frau, eine Schweizerin, flohen im April 1933 nach Paris, wo er als freier Künstler, ohne Gewerbegenehmigung, seinen Lebensunterhalt zu bestreiten versuchte. Er befreundete sich mit dem Bildhauer Robert Coutin und wurde von Charles Despiau auf die Porträtkunst in der Bildhauerei gelenkt, so kam es im Laufe der Jahre zu Sitzungen mit Karl Boehm, Dave Brubeck, Pablo Casals, Othon Friesz, Eduard Fuchs, Emil Ludwig, Otto Klemperer, Darius Milhaud, Hugh Ross, Hermann Scherchen, Bruno Walter. Er wurde in die Société du Salon d’Automne aufgenommen und konnte im Salon des Tuileries ausstellen. Bei der Pariser Weltausstellung 1937 erhielt er eine Goldmedaille. Er lehrte Bildhauerei an der Académie Colarossi.
Mit Ausbruch des Zweiten Weltkriegs wurde Lipmann-Wulf 1939/40 als Feindlicher Ausländer im Camp des Milles interniert. Im April 1940 diente er im Hilfsdienst der französischen Armee und hielt sich nach der deutschen Besetzung Frankreichs mit seiner Schweizer Frau in Vichy-Frankreich an der Côte d’Azur bedeckt. 1942 bestach er einen Vichy-Beamten, und es gelang ihm mit Frau und Säugling der Grenzübertritt in die Schweiz, die ihm trotz Schweizer Ehefrau die Arbeitsgenehmigung verwehrte und ihn verpflichtete, nach Kriegsende die Schweiz zu verlassen.
1946 kehrte er nach Frankreich zurück. 1947 zog er allein in die USA und wohnte zunächst in New York und ab 1968 in Sag Harbor, Suffolk County. Er erhielt 1949 ein Guggenheim-Stipendium und unterrichtete zunächst Schüler am Lycée Français in New York und dann von 1951 bis 1957 Studenten am City College und am Queens College. Ab 1960 bis 1977 war er Hochschullehrer an der Adelphi University in Garden City und im Alter noch bis 1982 an der Guild Hall of East Hampton. Neben seiner bildnerischen Arbeit erhielt er einen Sendeplatz im Hörfunkprogramm des New Yorker Senders WEVD und vermittelte Aspekte des Kunstschaffens, später wurde daraus ein Fernsehprogramm.
Lipman-Wulf arbeitete mit Ton, Holz – er schuf über zehn Jahre einen Altar –, Bronze und Stein und arbeitete in verschiedenen grafischen Techniken. Seine Wedding Rings Sculpture aus dem Jahr 1953 prägte im wirtschaftlichen Aufschwung der Nachkriegszeit einen Massengeschmack.
Lipman-Wulf war seit 1961 in dritter Ehe mit Barbara von Bolton verheiratet (geboren 1931 Berlin), die er in Schweden kennengelernt hatte. Sie studierte später Literaturwissenschaften und wurde an der Stony Brook University promoviert. Barbara Lipman-Wulf sorgte 1973 nach dem Ableben von Eugénie Söderberg, mit der und ihrem Ehemann Hugo Perls die Lipmans befreundet waren, für die Archivierung ihres literarischen Nachlasses. Die gemeinsame Tochter Ghilia Lipman-Wulf ist bildende Künstlerin. Aus erster Ehe stammt die 1942 geborene Übersetzerin Michèle Stäuble-Lipman Wulf, die mit dem Literaturwissenschaftler Antonio Ernesto Stäuble in Lausanne verheiratet ist.
Lipman-Wulf starb in Hamburg, als er dort eine Ausstellung vorbereitete.

## Schriften / Ausstellungen (Auswahl)
- Jacques Habert: When New York was Called Angoulême. Illustrationen Peter Lipman-Wulf. New York: Transocean Press, 1949 (Habert war ebenfalls Lehrer am Lycée Français)
- Bronzes. München : Relief-Verlag, um 1965
- Die graphischen Folgen des Bildhauers Peter Lipman-Wulf = Graphic series by the sculptor Peter Lipman-Wulf. München : Relief-Verlag, 1968
- My life and my art : autobiographical sketch. Bridgehampton, N.Y. : Hampton Press, 1982
- Peter Lipman-Wulf: „Mein Leben ist wie ein Drei-Schichten-Kuchen“. In: Henri Jacob Hempel (Hrsg.): „Wenn ich schon ein Fremder sein muß...“ Deutsch-jüdische Emigranten in New York. Frankfurt am Main : Ullstein, 1983, S. 205–251
- Period of internment : letters and drawings from Les Milles 1939–1940. Sag Harbor, NY : Canio's Editions, 1993